# Mirosław Bałka

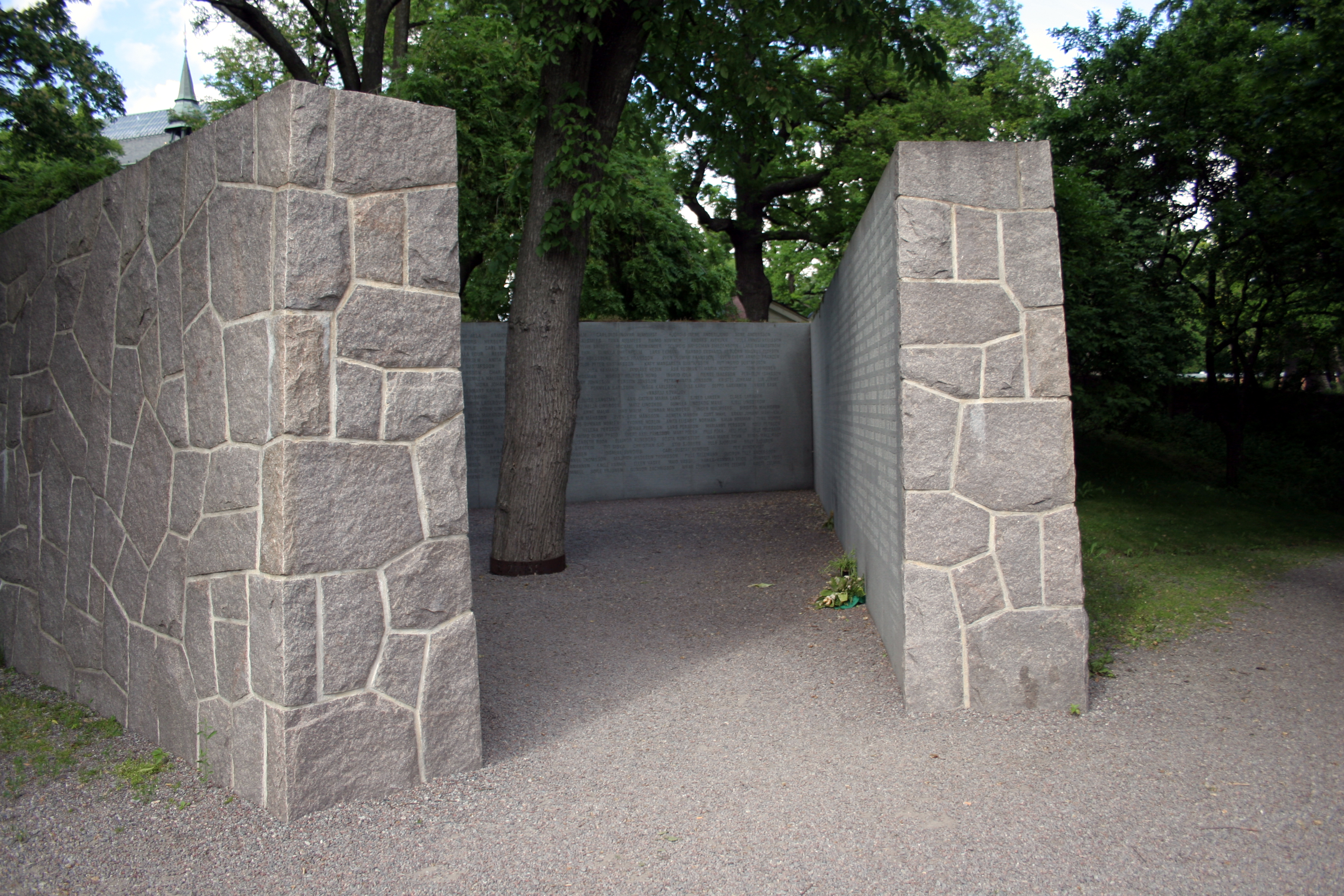
Estoniamonumentet i Stockholm

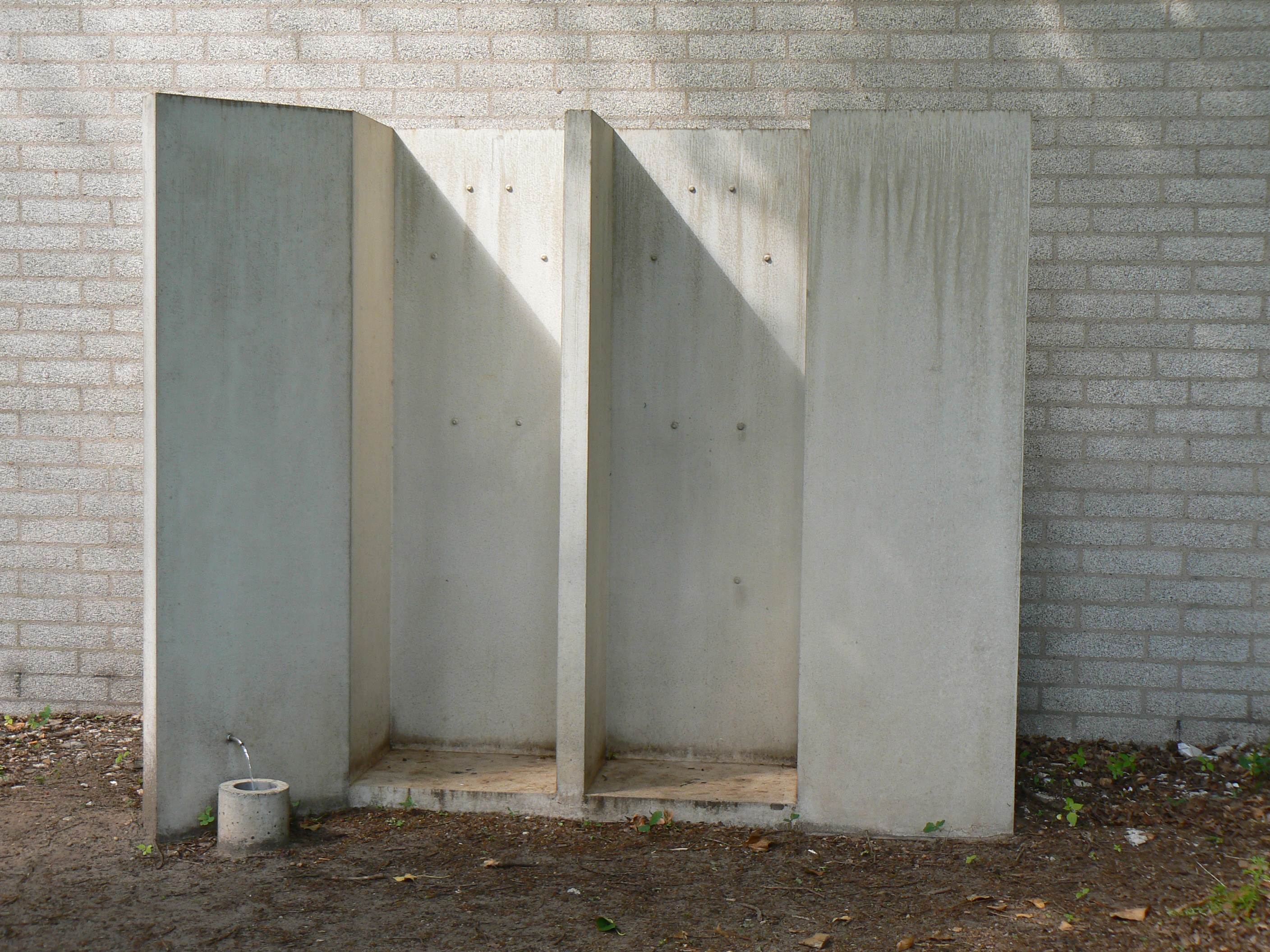
Fountain i Kröller-Müller Museum i Nederländena

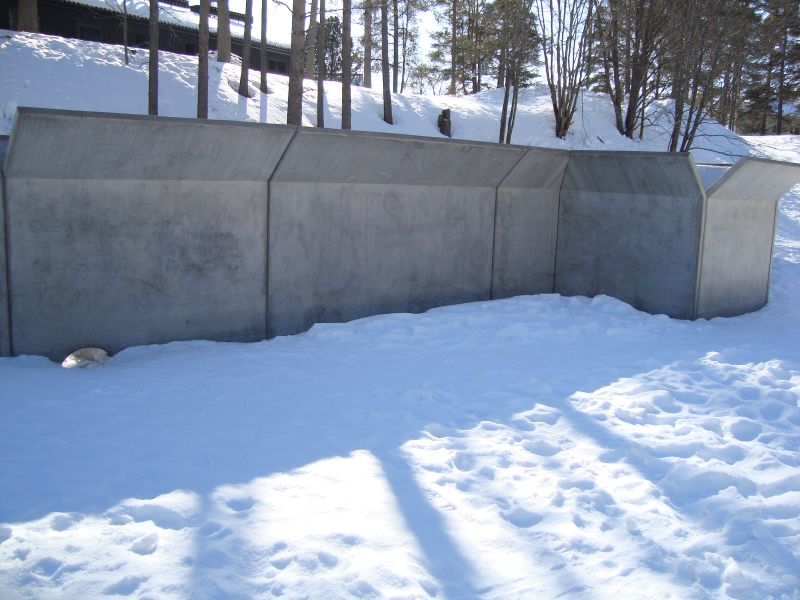
Concrete and leaves i Umedalens skulpturpark

Mirosław Bałka, född 16 december 1958 i Warszawa i Polen, är en polsk skulptör.
Mirosław Bałka utbildade sig i skulptur på Konstakademien i Warszawa med examen 1985. Han deltog i documenta IX i Kassel 1992 och i Venedigbiennalen 1992 och 2005.
I Sverige har han bland annat utfört Estoniamonumentet i Stockholm. Han bor och arbetar i Otwock nära Warszawa.

## Offentliga verk i urval
- Fountain, 2008, Kröller-Müller Museum i Otterlo i Nederländerna
- Estoniamonumentet, granit, 1997, Galärparken på Södra Djurgården i Stockholm
- Concrete and leaves, betong, 1996, Umedalens skulpturpark, Umeå[1]